# Interleucina 18

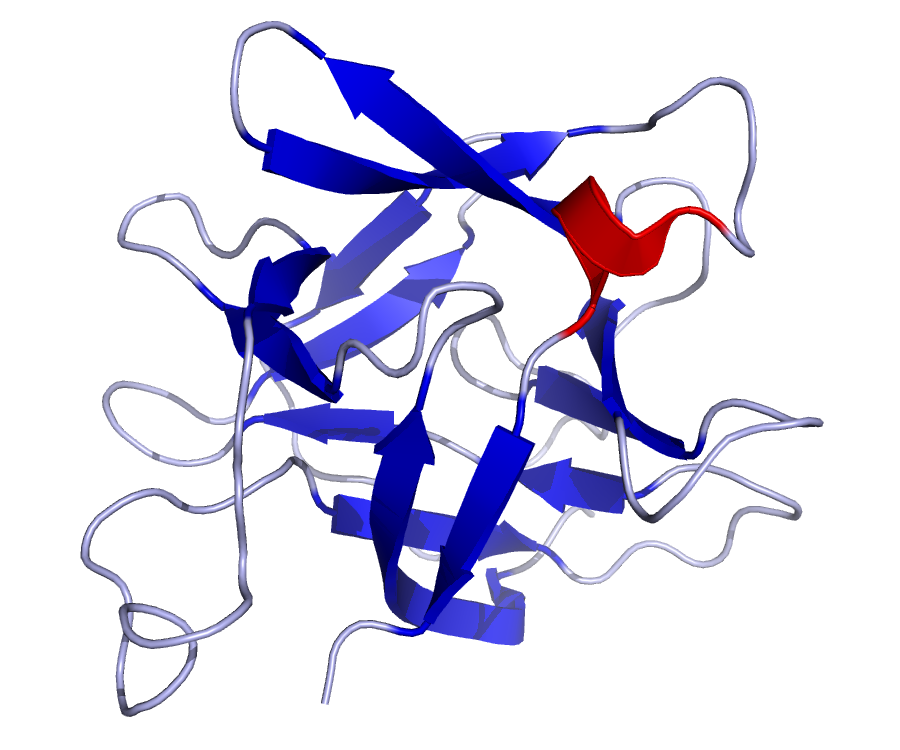
Estrutura tridimensional em solução de IL-18

A Interleucina 18 (IL-18), também conhecido como factor inductor de interferon-gama, é uma citocina pró-inflamatória da superfamilia IL-1.
Secretada por macrófagos e outras células apresentadoras de antígenos, a IL-18 é encontrada em locais de inflamação crônica, em doenças autoimunes, em uma variedade de canceres, e no contexto de numerosas doenças infecciosas. Aumenta respostas citotóxicas por linfócitos T e NK e aumenta a produção de interferón- gama pelos linfócitos T auxiliares tipo 1.
A combinação desta citocina com IL-12 inibe IL-4, suprimindo parte da produção de IgE e IgG1, e aumentando a produção de IgG2 por linfócitos B.

## Patologia
A actividade da IL-18 é regulada pela presença de uma elevada afinidade, de ocorrência natural de proteína de ligação IL-18 (IL-18BP). Nos seres humanos, o aumento da severidade de algumas doenças inflamatórias pode ser associada com um desequilíbrio de IL-18 e IL-18BP, de tal modo que os níveis de IL-18 livre são elevados na circulação.
A IL-18 atua como um mediador inflamatório da tiroidite de Hashimoto, a causa mais comum de hipotiroidismo autoimune. IL-18 tem sua expressão aumentada (up-regulated) pelo interferon-gama.
Também aumenta a produção de amiloide beta, associado a doença de Alzheimer, em neurônios humanos. 